# Onuphis vibex
Onuphis vibex är en ringmaskart som först beskrevs av Fauchald 1972.  Onuphis vibex ingår i släktet Onuphis och familjen Onuphidae. Inga underarter finns listade i Catalogue of Life.